# Ligne 4 du métro de Mexico
Pour les articles homonymes, voir Ligne 4.
La ligne 4 est une des douze lignes du métro de Mexico, au Mexique.
Elle dessert 10,7 km de ligne et 10 stations.

## Histoire

### Chronologie
- 1976 : lancement des travaux de la ligne
- 29 août 1981 : mise en service de la ligne entre Martín Carrera et Candelaria
- 26 mai 1982 : prolongement de Candelaria à Santa Anita

### Liste des stations
- Martín Carrera
- Talismán
- Bondojito
- Consulado
- Canal del Norte
- Morelos
- Candelaria
- Fray Servando
- Jamaica
- Santa Anita